# 斯泰爾M半自動手槍
斯泰爾M系列（英語：Steyr M）是一系列由奥地利槍械製造商斯泰爾-曼利夏向警察制式及民間射擊市場而研製及生產的軍用半自動手槍，可發射9×19毫米、9×21毫米IMI、.40 S&W和.357 SIG這四種口徑的手枪子彈。

## 歷史
1990年代初期，斯泰爾開始設計新型工程塑料底把手槍；並在1999年春季，最終產品正式亮相並且命名為M9（適用於發射9×19毫米魯格子彈）。雖然發射.40 S&W子彈的M40版本早在M9之前研製的，緊接著後來還推出了M357（.357 SIG或9×22毫米口徑）以及M9和M40的兩個緊湊化衍生型，分別命名為S9和S40。這些手槍主要是為了隱蔽攜帶而研製的，並具有工程塑料底把縮短的槍管、套筒、更小的底把（又稱：套筒座）和減小的彈匣容量。
到了2013年，除斯泰爾M（中）和S（小）的槍身外形尺寸以外，還新增了L（大）尺寸系列和C（緊湊型）尺寸系列，後兩者都具有發射9×19毫米和.40 S&W手枪子彈版本，並且分別命名為L9-A1、L40-A1、C9-A1和C40-A1。

## 設計細節
斯泰爾M系列手槍採用了機械式鎖定的槍管短行程後座作用與無連接式垂直下降槍管來操作。槍管是藉由圍繞槍管膛室的凹部的單個矩形鎖耳（英語：Lug）型裝置進入套筒中的拋殼口的方式於套筒內閉鎖。發射時，從點燃子彈而造成的後座衝力會驅動槍管和套筒向後滑動，鎖定在一起直到子彈離開了槍管和壓力下降到安全的水平。然後一個整合到底把以內的閉鎖塊會與膛室底部的一個鎖耳接合，並且推動槍管往下降，在套筒在直線上繼續向後運動的時候，將槍管從套筒分離並終止其任何進一步的向後運動。斯泰爾M系列還具有非常高的握把輪廓，以保持槍管軸線接近射手的手，通過減少射擊時的槍口上揚和更容易控制後座力使得斯泰爾M更為舒適，並且讓射手順序快速射擊以後容易更快甚至立即恢復瞄準目標。
配備了內置式擊錘和擊鐵式擊發的斯泰爾M採用了命名為“復位動作”扳機的純雙動操作（DAO）預設式扳機機構。當扳機處於向前位置的時候，擊鐵彈簧會保持輕微壓縮（由套筒向前運動，返回到位的時候預先待擊）。扣動扳機一直到後面就會完全地壓縮擊鐵彈簧，將撞針完全拉伸至後部並將扳機桿定位以釋放擊鐵及發射該發子彈。斯泰爾M的扳機行程是大約4毫米（0.16英寸），而扳機扣力則約25牛頓（5.62磅力）。
該手槍具有由兩個自動內置式保險裝置、兩個外置式扳機保險（英語：Trigger Safety）裝置和手動鎖定保險所組成的多重保險系統。第一個外置式扳機保險充當主要故障保險。一個小型彈簧承載式內置式扳機被容納在較為寛闊的外層扳機，而且除非首先壓下內置式扳機，否則就不能扣動外層以至整個扳機。這樣可以防止武器在有人意圖扣下扳機的情況外或扳機並未扣壓以下發射。這個扳機保險亦會聯動啟動和當釋放時，解開兩個內置保險裝置：擊鐵保險（英語：Striker Safety）和防跌落保險（英語：Drop Safety）。擊鐵保險是包含在手槍的套筒內，並且防止擊鐵在不扣動扳機以下縱向運動以撞擊底火。第二個扳機保險是一個可選的、位於扳機護環內側上方的手動操作式塑料條，並當關上的時候會從手槍底把的底座向前突出，露出一個白色的小圓點。這表示手槍目前不能射擊。它是用來作為防止扳機與擊鐵彈簧待擊（重新裝填手槍以後）的附加保險。這個保險需要通過同時壓入在底把兩側的兩個按鈕使兩者接合，然後通過簡單地提起扳機手指並向上推動橫桿直到進口手槍底把以內，從而解除保險並且讓扳機可以向後扣下以發射該武器內的子彈。這些保險裝置使得手槍能夠在有一發子彈正在上膛以下安全地攜帶（即所謂的“準備擊發及上鎖”狀態），並容許快速部署和直接擊發；但是這種佈置有著不容許在扳機已被扣下以後，萬一出現不發彈以下，讓擊發機構重新待擊的缺失。
其他保險功能包括缺口式照門下方的上膛指示器和使用專用鑰匙操作鎖起該槍的功能、使手槍完全不能操作以防止擅自使用的內置式限制使用手槍鎖。後者主要可以使用手銬鑰匙或是特殊原廠提供的鑰匙。如果需要的話，接入鎖亦可以省略掉。該閉鎖機構位於手槍的扳機區域上方，其特徵在於一個具有兩個小孔的小型圓板。而在警用版本的手槍上則是具有手銬鑰匙孔而非兩個小孔，這是考慮到警察一般總會使用手拷而設計的。它具有兩個位置：“F”（發射）和“S”（保險）。當使用所提供的鑰匙壓入並旋轉到“S”位置的時候，就會鎖上扳機和槍管以防止手槍被分解。這種獨特的使用限制武器系統由弗里德里希·愛格納於1999年獲得專利（美國專利第6,212,812号）。
斯泰爾M使用的供彈具是子彈排列為交錯排列模式及具有單邊入彈／出彈類型（即單邊出彈雙排）的可拆卸式鋼製彈匣。其托彈板和底板是由聚合物製成。彈匣扣／釋放按鈕位於底把的左側、扳機護圈的正後方。當發射彈匣內最後一發子彈以後，手槍的套筒會由位於底把左側的金屬套筒阻鐵保持鎖定開放，並用拇指進行操作。
斯泰爾M配備了固定的低輪廓型機械瞄具。獨特的瞄準裝置佈置是由一個呈三角形的準星和呈梯形的缺口式照門所組成，讓眼睛對準目標以更快捕捉目標，並且可以讓使用者作本能瞄準。準星背面具有填充了不發光的白色三角形的光對比元素的設計，以配合在照門兩側所具有的兩個白色平行四邊形長條，這些幾何形狀的氚光標記是為了在黑暗中容易瞄準。斯泰爾M也可以安裝可選配的氚光照明式夜間或低光照用瞄準具；這種機械瞄具則具有傳統型矩形輪廓。在手槍底把前方的防塵蓋還具有專用附件安裝導軌用以安裝專用的戰術附件，例如戰術燈和雷射瞄準器。
手槍的設計充分地利用了現代化的生產技術與工藝：套筒是由钢所精密研磨製造；底把則是由注射成型的合成聚合物所製造，而且扳機和撞針機構的零件是由金屬板壓制而成。為了方便定期的維護保養目的，該手槍可以不完全分解為以下的部件：槍管、套筒、復進簧、底把和彈匣。
由於斯泰爾M是斯泰爾公司為了與格洛克公司的同類產品競爭而研製出來的，因而被頻繁地與格洛克手槍系列相比較（均為聚合物底把的擊鐵發射式手槍，並同樣採用特尼弗（Tenifer）滲氮工藝型氮化處理過程），包括在設計中細節上的若干差異。例如，M系列具有在從一開始所有的上膛動作時作全面支撐的膛室（有些格洛克手槍型號也是從一開始就具有這一功能，而且相比於其原型的內部佈局，演變為其它格洛克手槍型號時其膛室亦比原型具有更多的支撐面）、獨特的三角形與梯形機械瞄具、缺口式照門下方的上膛指示器（在第三及以後世代的格洛克手槍上則是在套筒面右側的抽殼鈎上出現此功能）以及不同的握把角度（111°）。
斯泰爾亦向“第三代”型號提供了改裝套件，讓9毫米帕拉貝倫彈和.40 S&W兩種口徑之間得以互換。這些套件包括一個套筒，槍管，反沖彈簧組件和彈匣。

## 衍生型
2004年，該手槍的改進版本生產取代了斯泰爾M。新型的斯泰爾M-A1和S-A1手槍獲得了一些改進。手槍的握把紋理表面已經進行了重新設計，並將握把底部的厚度變薄的同時，彈匣插槽亦有著方便拔出彈匣的半圓凹陷修改（使用相同的彈匣），人體工程學設計已經略有改變以提高緊握力和舒適度，手動保險按鈕現在已經是可選的（不適用於在美國銷售的型號，美國進口型取消了手動保險），並且將原來手槍底把前方防塵蓋的專用附件安裝導軌都改為一條整體式STANAG 2324皮卡汀尼導軌，這種標準導軌可更廣泛配裝市面上流行的各種戰術燈、雷射瞄準器等通用手槍附件。其後“第二代”還裝上有經過修改的抽殼鈎以更輕易抽出彈殼。
2010年，美國斯泰爾-曼利夏開始重新導入斯泰爾M-A1和S-A1手槍。全新導入的“第三代”斯泰爾M和S具有經過修改並且印有斯泰爾武器公司標誌的套筒。自20109年全新導入的型號在套筒以內照門正下方具有滑滾銷、同時具有改進型扳機以改進扳機扣力，以及9毫米口徑的L9-A1、M9-A1、C9-A1和S9-A1型號均可使用相同的17發可拆卸式雙排鋼製彈匣（彈匣裝上了+2發底座板以增加容量）。
同樣在2010年，斯泰爾再推出尺寸介乎在M-A1與S-A1之間的C-A1系列，並具有發射9×19毫米和.40 S&W手枪子彈版本，並且分別命名為C9-A1和C40-A1。這款C型（緊湊型）在外形上可是將S型（袖珍型／小型）的槍管長度搭載於M型（中型）外形的握把以上。意大利的C9-A1只提供9×21毫米IMI口徑版本。與此同時可觸可視式上膛指示器被取消了。握把的設計得到進一步改進，從而使武器的使用者具有更好的手感。

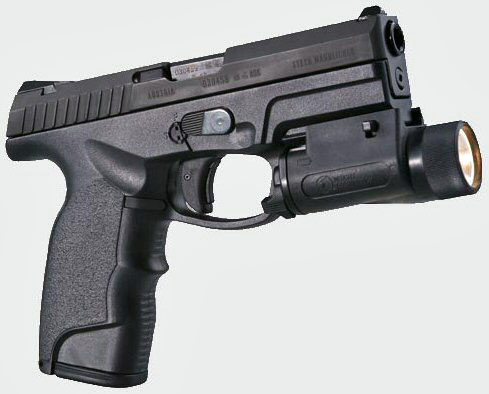
裝上了透視科技M3X戰術燈（SU-233/PVS）的“第二代”斯泰爾M9-A1。

2013年，斯泰爾再推出M-A1的長套筒型L-A1系列，這使得在斯泰爾M型（中型）、斯泰爾C型（緊湊型）與斯泰爾S型（袖珍型／小型）等外形尺寸以外可以藉由斯泰爾L型（大型）尺寸的L-A1系列相互補救；同樣地，L-A1具有發射9×19毫米和.40 S&W手枪子彈版本，並且分別命名為L9-A1和L40-A1，分別以17發+2發底座板型可拆卸式雙排鋼製彈匣與12發可拆卸式雙排鋼製彈匣。L-A1系列在延長了的套筒的前側部以上具有鋸齒狀防滑紋和115毫米（4.53英吋）的槍管長度，使之更符合其他槍械製造商所提供的全尺寸制式手槍。
| 系列 | 型號    | 子彈                 | 長度                 | 高度               | 寬度              | 槍管 長度          | 重量 （空槍）     | 彈匣 容量      |
| ---- | ------- | -------------------- | -------------------- | ------------------ | ----------------- | ------------------ | ----------------- | -------------- |
| M    | M9      | 9×19毫米 9×21毫米IMI | 176 mm（6.93英寸）   | 136 mm（5.35英寸） | 30 mm（1.18英寸） | 101 mm（3.98英寸） | 747 g（26.35 oz） | 10, 14, 15, 17 |
| M    | M40     | .40 S&W              | 176 mm（6.93英寸）   | 136 mm（5.35英寸） | 30 mm（1.18英寸） | 101 mm（3.98英寸） | 767 g（27.06 oz） | 10, 12         |
| M    | M357    | .357 SIG             | 176 mm（6.93英寸）   | 136 mm（5.35英寸） | 30 mm（1.18英寸） | 101 mm（3.98英寸） | 778 g（27.44 oz） | 10, 12         |
| M-A1 | M9-A1   | 9×19毫米 9×21毫米IMI | 176 mm（6.93英寸）   | 136 mm（5.35英寸） | 30 mm（1.18英寸） | 102 mm（4.02英寸） | 766 g（27.02 oz） | 10, 14, 15, 17 |
| M-A1 | M40-A1  | .40 S&W              | 176 mm（6.93英寸）   | 136 mm（5.35英寸） | 30 mm（1.18英寸） | 102 mm（4.02英寸） | 766 g（27.02 oz） | 10, 12         |
| M-A1 | M357-A1 | .357 SIG             | 176 mm（6.93英寸）   | 136 mm（5.35英寸） | 30 mm（1.18英寸） | 102 mm（4.02英寸） | 776 g（27.37 oz） | 10, 12         |
| S    | S9      | 9×19毫米             | 168 mm（6.61英寸）   | 117 mm（4.61英寸） | 30 mm（1.18英寸） | 91 mm（3.58英寸）  | 725 g（25.57 oz） | 10, 14, 15, 17 |
| S    | S40     | .40 S&W              | 168 mm（6.61英寸）   | 117 mm（4.61英寸） | 30 mm（1.18英寸） | 91 mm（3.58英寸）  | 725 g（25.57 oz） | 10, 12         |
| S-A1 | S9-A1   | 9×19毫米 9×21毫米IMI | 166.5 mm（6.6英寸）  | 123 mm（4.84英寸） | 30 mm（1.18英寸） | 92 mm（3.62英寸）  | 664 g（23.42 oz） | 10, 14, 15, 17 |
| S-A1 | S40-A1  | .40 S&W              | 170 mm（6.69英寸）   | 123 mm（4.84英寸） | 30 mm（1.18英寸） | 96 mm（3.78英寸）  | 678 g（23.92 oz） | 10, 12         |
| C-A1 | C9-A1   | 9×19毫米 9×21毫米IMI | 170 mm（6.69英寸）   | 132 mm（5.20英寸） | 30 mm（1.18英寸） | 92 mm（3.62英寸）  | 766 g（27.02 oz） | 15, 17         |
| C-A1 | C40-A1  | .40 S&W              | 175 mm（6.89英寸）   | 132 mm（5.20英寸） | 30 mm（1.18英寸） | 96 mm（3.78英寸）  | 780 g（27.51 oz） | 10, 12         |
| L-A1 | L9-A1   | 9×19毫米             | 188.5 mm（7.42英寸） | 142 mm（5.59英寸） | 30 mm（1.18英寸） | 115 mm（4.53英寸） | 817 g（28.82 oz） | 17             |
| L-A1 | L40-A1  | .40 S&W              | 188.5 mm（7.42英寸） | 136 mm（5.35英寸） | 30 mm（1.18英寸） | 115 mm（4.53英寸） | 838 g（29.56 oz） | 12             |

## 分配

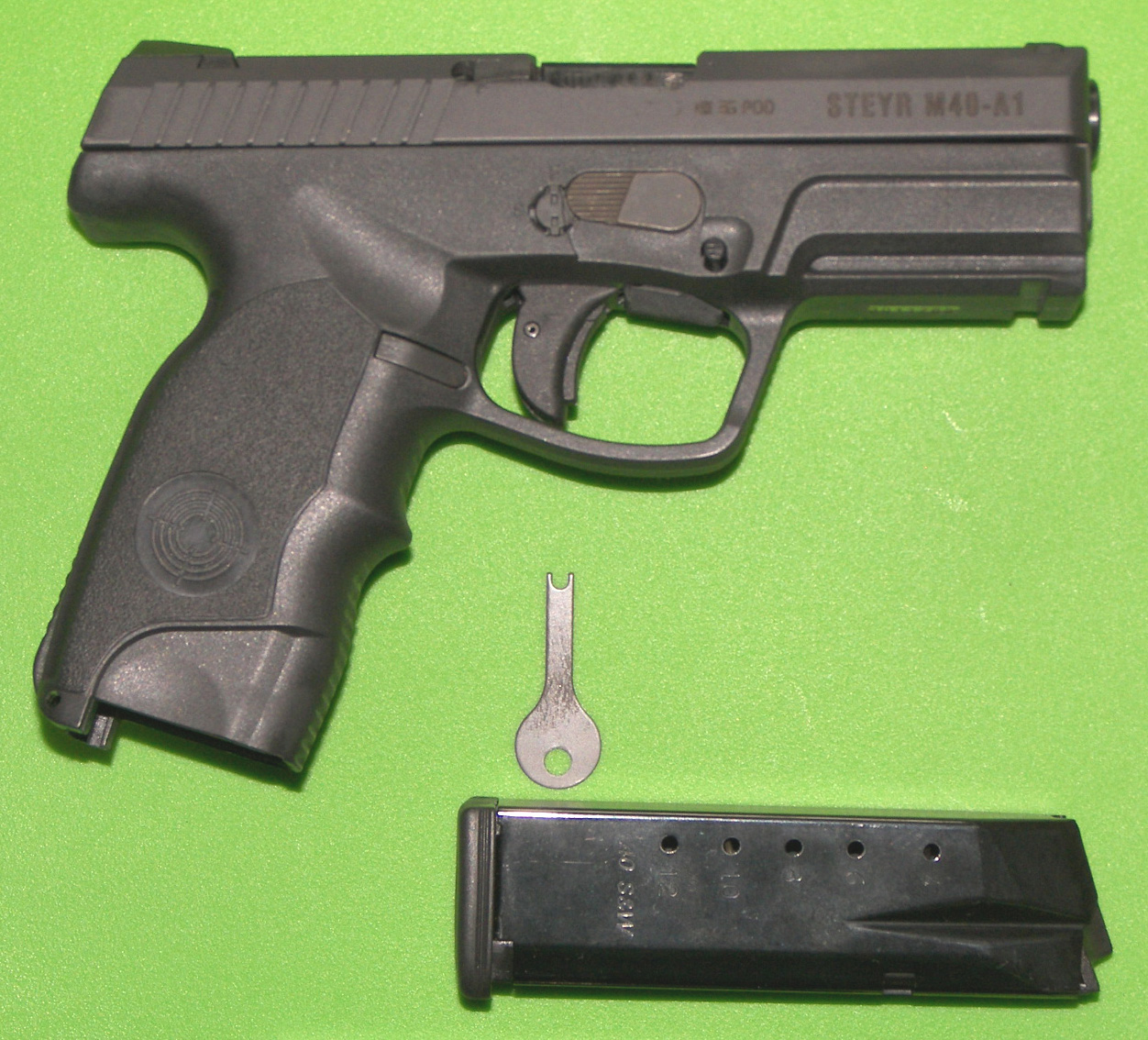
“第二代”斯泰爾M40-A1與彈匣和限制使用手槍鎖鑰匙。

斯泰爾武器公司在美國的獨家經銷商為斯泰爾武器公司，郵政信箱840特魯斯維爾，AL35173。

## 使用國

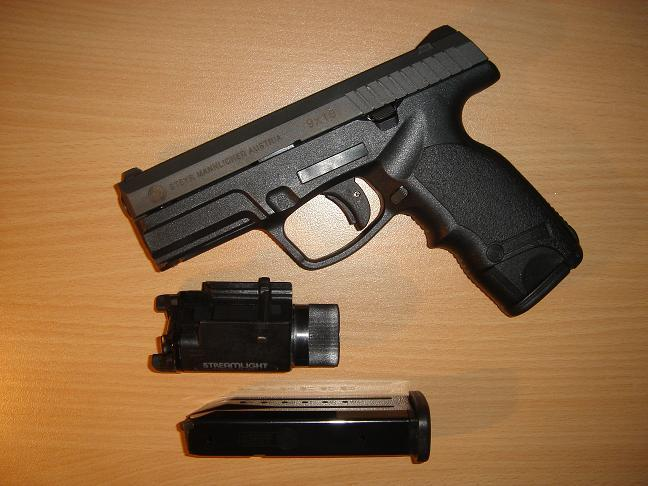
“第二代”斯泰爾M9-A1、戰術燈和彈匣。

- 奥地利
- 德国
  - 德國邦警察（英语：Landespolizei）特別行動突擊隊
- 马来西亚
  - 马来西亚皇家警察
- 墨西哥
  - 墨西哥聯邦警察（英语：Federal Police (Mexico)）
- 巴基斯坦
  - 巴基斯坦陸軍特勤群（英语：Special Service Group）[7]
- 中華民國
  - 中華民國陸軍高空特種勤務中隊[8]
- 土耳其
  - 特警單位
- 泰國
  - 泰國皇家空軍

## 流行文化
斯泰爾M系列亦登場於多部电影、电視、电子游戏和動画裡，例如：

### 電影
- 2012年—：型號為M9-A1，由叛逃的資深探員托賓·佛斯特（Tobin Frost，丹泽尔·华盛顿飾演）用作他在開普敦活動期間的佩槍（英语：Side arm）。
- 2012年—《2》：型號為M9-A1，原本由主角布賴恩·米爾斯（Bryan Mills，連恩·尼遜飾演）所使用，其後於電影最後場景中被馬爾科的父親及黑幫頭目穆拉德·霍查（Murad Hoxha，雷德·瑟貝佳飾演）所奪取。
- 2012年—：型號為M9-A1，在澳門賭場由珊妮亞·岳納托的保鏢（羅傑·元飾演）；亦由前秘密情報局特務洛烏·西法（Raoul Silva，哈維爾·巴登飾演）所使用，但其手槍被M夫人（茱蒂·丹契飾演）拆掉。
- 2015年—《3》：型號為M9-A1，由主角布賴恩·米爾斯（Bryan Mills，連恩·尼遜飾演）所使用。

### 電視劇
- 2014年—《24：再活一天》：型號為M9-A1和S9-A1：
  - 第6集（播出順序為第198集）“Day 9: 4:00 p.m. – 5:00 p.m.”之中，原本由卡爾·拉斯克（Karl Rask，阿克塞爾·亨尼飾演）威脅主角（Jack Bauer，飾演）時所使用，其後被傑克·鮑爾所奪取。
  - 第6集（播出順序為第198集）“Day 9: 4:00 p.m. – 5:00 p.m.”之中，由CIA特工凱特·摩根（Kate Morgan）用作配槍（英语：Side arm）。

### 電子遊戲
- 2012年—《惡靈古堡6》：型號為M9-A1，命名為“皮卡多爾”。
- 2012年—《战争前线》：型號為M9-A1，使用卡其色套筒以及以13發彈匣供彈。以副武器之姿出现并可被所有职业使用，普通解锁，可以改裝枪口配件（通用消音器、手槍消音器、手槍制退器、手槍刺刀）。

### 動畫
- 2002年—：型號為M9，由策反的西太平洋戰隊特別對應班成員關·濱部（グェン・ビェン・ボー，聲優：岩松 廉）所使用。
- 2003年—《神槍少女：Il Teatrino》：型號為M9-A1，裝上戰術燈並且由安潔麗卡（アンジェリカ，Angelica，聲優：寺門仁美／花澤香菜）用作佩槍（英语：Side arm）。

### 輕小說
- 2014年—《刀劍神域外傳Gun Gale Online》：由“MMTM”小隊隊長“大衛”用作佩槍（英语：Side arm）。

## 圖集

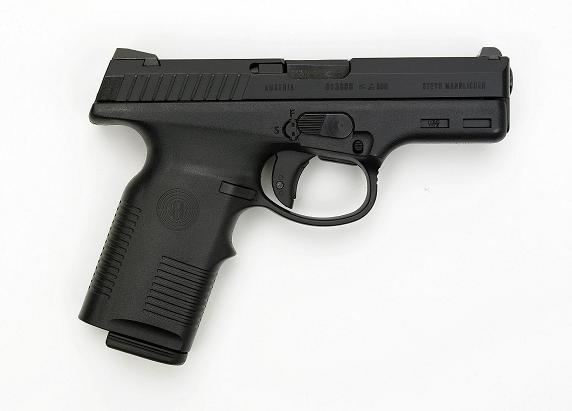
原來的斯泰爾M9。
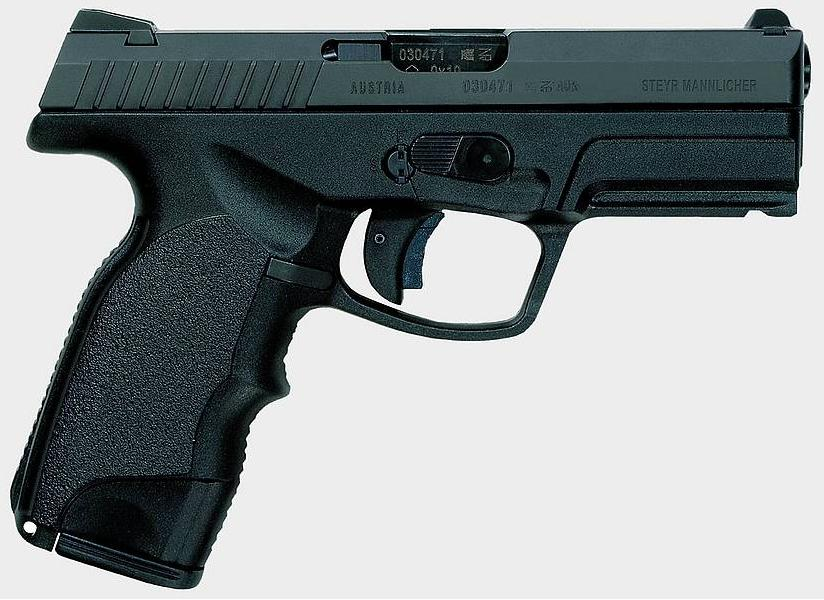
“第二代”標準型斯泰爾M9-A1
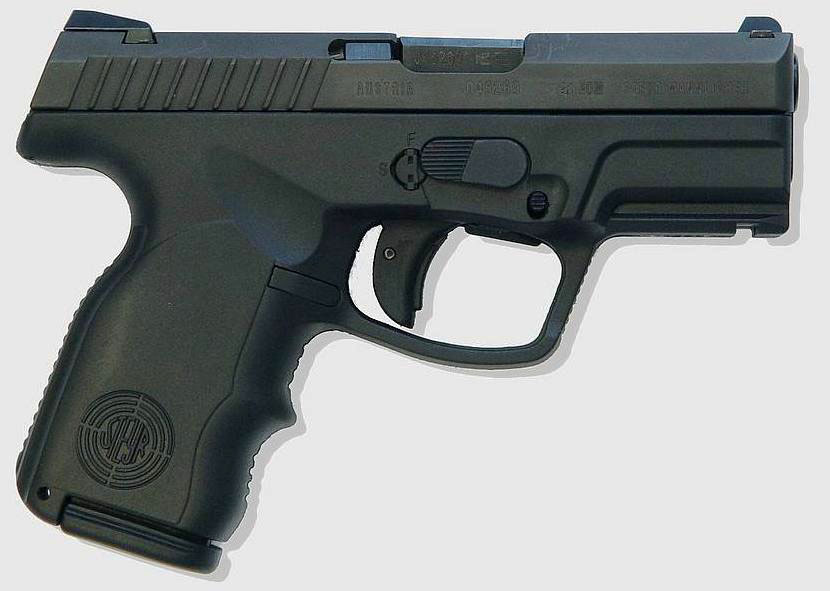
“第二代”緊湊型斯泰爾S9-A1
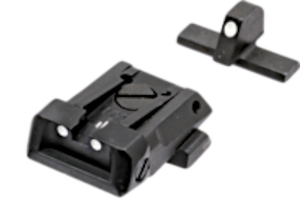
斯泰爾可調節式手槍瞄準具。
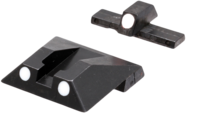
斯泰爾長方形手槍瞄準具。
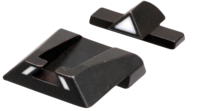
斯泰爾三角形／梯形手槍瞄準具。

## 資料來源
1. 1 2 3 4 5 6 7  Woźniak, Ryszard: Encyklopedia najnowszej broni palnej—tom 4 R-Z, page 103. Bellona, 2002.
2. 1 2 3 4  Kinard, Jeff: Pistols: An Illustrated History of Their Impact, page 276. ABC-CLIO, 2004.
3. 1 2 3   (PDF).   [2019-11-01]. （原始内容 (PDF)存档于2015-12-22）.
4. 1 2 3 4 5  Woźniak, 104
5. ↑  Ayoob, Massad. . Iola, Wisconsin: Gun Digest Books. 2007: 248–250  [2014-08-28]. ISBN 1-4402-2654-7. （原始内容存档于2014-07-09）.
6. ↑  Steyr Arms press release: July Newsletter-Steyr Arms to Import Pistol Again! 的存檔，存档日期2011-07-16.
7. ↑  . （原始内容存档于2013-10-12）.
8. ↑  . www.upmedia.mg.   [2021-07-12]. （原始内容存档于2021-06-09）.

## 外部連結
- （英文）—Steyr Mannlicher—official site—
  - STEYR PISTOLE L-A1
  - STEYR PISTOL M-A1
  - STEYR PISTOLE S-A1
  - STEYR PISTOLS M-A1 / S-A1 / C-A1
- （英文）—Steyr Mannlicher—official page—USA—
  - Steyr Pistol L-A1 （页面存档备份，存于）
  - Steyr Pistol M-A1 （页面存档备份，存于）
  - Steyr Pistol C-A1 （页面存档备份，存于）
  - Steyr Pistol S-A1 （页面存档备份，存于）
- （英文）—Steyr M-A1 instruction manual
- （英文）—Steyr S-A1 instruction manual
- （英文）—The Sight M1911A1—Steyr M series history and review （页面存档备份，存于）
- （英文）—Steyr M9—brief article Guns Magazine, Oct 1999, by Massad Ayoob （页面存档备份，存于）
- （英文）—Remtek.com—STEYR M & S-SERIES PISTOLS （页面存档备份，存于）
- （英文）—Modern firearms—Steyr M and M-1A pistol （页面存档备份，存于）
- （英文）—Steyr-AUG.com—"M" and "S"  Series Pistols （页面存档备份，存于）
- （英文）—The Firearm Blog.com—
  - Steyr Arms no longer importing Steyr pistols （页面存档备份，存于）
  - Steyr Arms again importing MA1 and SA1 pistols （页面存档备份，存于）
  - Steyr improves SA-1 and MA-1 trigger （页面存档备份，存于）
  - Steyr C9-A1 Compact Pistol （页面存档备份，存于）
  - Steyr Launches The L9-A1 （页面存档备份，存于）
  - Steyr Arms Full-Size L-A1 Service Pistol （页面存档备份，存于）
  - Steyr L40-A1Now Available in USA （页面存档备份，存于）
  - TFBTV Doing What We Do: Shooting Compilation （页面存档备份，存于）
  - Steyr M9A1 Review （页面存档备份，存于）
- （英文）—The Truth About Guns.com—
  - Steyr Arms To Sell MA-1 and SA-1. Again. Still. （页面存档备份，存于）
  - SHOT Show: Trigger Happy M40-A1 Handgun No Bum Styr （页面存档备份，存于）
  - Obscure Object of Desire: Steyr M9 and M40 （页面存档备份，存于）
  - Goldilocks Gun? Steyr Arms C9-A1 Handgun （页面存档备份，存于）
  - Gun Review: Steyr M9A1 （页面存档备份，存于）
  - New From Steyr Arms: L-A1 Service Pistol （页面存档备份，存于）
  - Gun Review: Steyr L9-A1 9mm Pistol （页面存档备份，存于）
- （英文）—Guns & Ammo.com—
  - Steyr C9-A1 Review
  - First Look: Steyr L40-A1 （页面存档备份，存于）
- （英文）—Handguns Magazine.com—
  - Steyr Arms Importing Additional Pistols!
  - New Steyr High-Capacity C9-A1
  - Introducing the Steyr L9-A1 （页面存档备份，存于）
  - Steyr L9A1 Review （页面存档备份，存于）
- （英文）—Shotgun News.com—Steyr L40-A1 Pistol （页面存档备份，存于）
- （英文）—Firearms News.com—Review: Steyr L40-A1 （页面存档备份，存于）
- （英文）—Tactical Life.com—
  - STEYR ARMS C9-A1 9mm （页面存档备份，存于）
  - STEYR M9-A1 9mm （页面存档备份，存于）
  - STEYR .40 A1 SERIES （页面存档备份，存于）
  - Steyr Arms C9-A1
  - Steyr Arms L40-A1 .40 S&W Hits American Market （页面存档备份，存于）
  - Combat Handguns’ Top Handguns of 2013 Infographic （页面存档备份，存于）
  - Combat Handgun’s 25 ‘Can’t Miss’ List For 2014－Steyr M40-A1 （页面存档备份，存于）
  - Top 18 Full-Size Guns From COMBAT HANDGUNS in 2014—STEYR ARMS L9-A1 （页面存档备份，存于）
  - LEO Strikers: 11 Compact Striker-Fired Pistols （页面存档备份，存于）
- （英文）—Personal Defense World.com—
  - Steyr C9-A1 （页面存档备份，存于）
  - Steyr at SHOT Show 2013 （页面存档备份，存于）
  - Steyr S40-A1 （页面存档备份，存于）
  - SNEAK PEEK: STEYR L9-A1 9mm （页面存档备份，存于）
  - STEYR L9-A1 9mm （页面存档备份，存于）
  - Steyr M40-A1 | Gun Preview （页面存档备份，存于）
  - Steyr Arms L9-A1 Pistol & AUG M1 Rifle – New for 2014 | VIDEO （页面存档备份，存于）
  - Top Handguns of 2013 Infographic （页面存档备份，存于）
  - Steyr Arms M40-A1 .40 Caliber Handgun （页面存档备份，存于）
  - Steyr Unveils L40-A1 .40 S&W for American Market （页面存档备份，存于）
  - Preview: Steyr’s Striker-Fired L9-A1 Powerhouse （页面存档备份，存于）
  - 40 Autopistols From CONCEALED CARRY HANDGUNS 2016
  - VIDEO: Test-Firing Steyr’s Innovative, Light-Recoiling S9-A1 （页面存档备份，存于）
  - 25 Compact Carry Handguns For Self-Defense
  - Concealed Carry Comparison: Steyr M40-A1 vs. HK VP40 （页面存档备份，存于）
  - Striking Nine: The Steyr S9-A1 Pistol （页面存档备份，存于）
  - 25 Proven and Popular Concealed Carry Handguns （页面存档备份，存于）
- （英文）—Military, Security and Civilian Guns and Equipment—Steyr M (Series) （页面存档备份，存于）
- （俄文）—Энциклопедия Вооружений－Зиг - Steyr M9 (Штайр М9) （页面存档备份，存于）
- （简体中文）—D Boy Gun World（槍炮世界）—M系列和S系列手枪 （页面存档备份，存于）